# 麗都商事

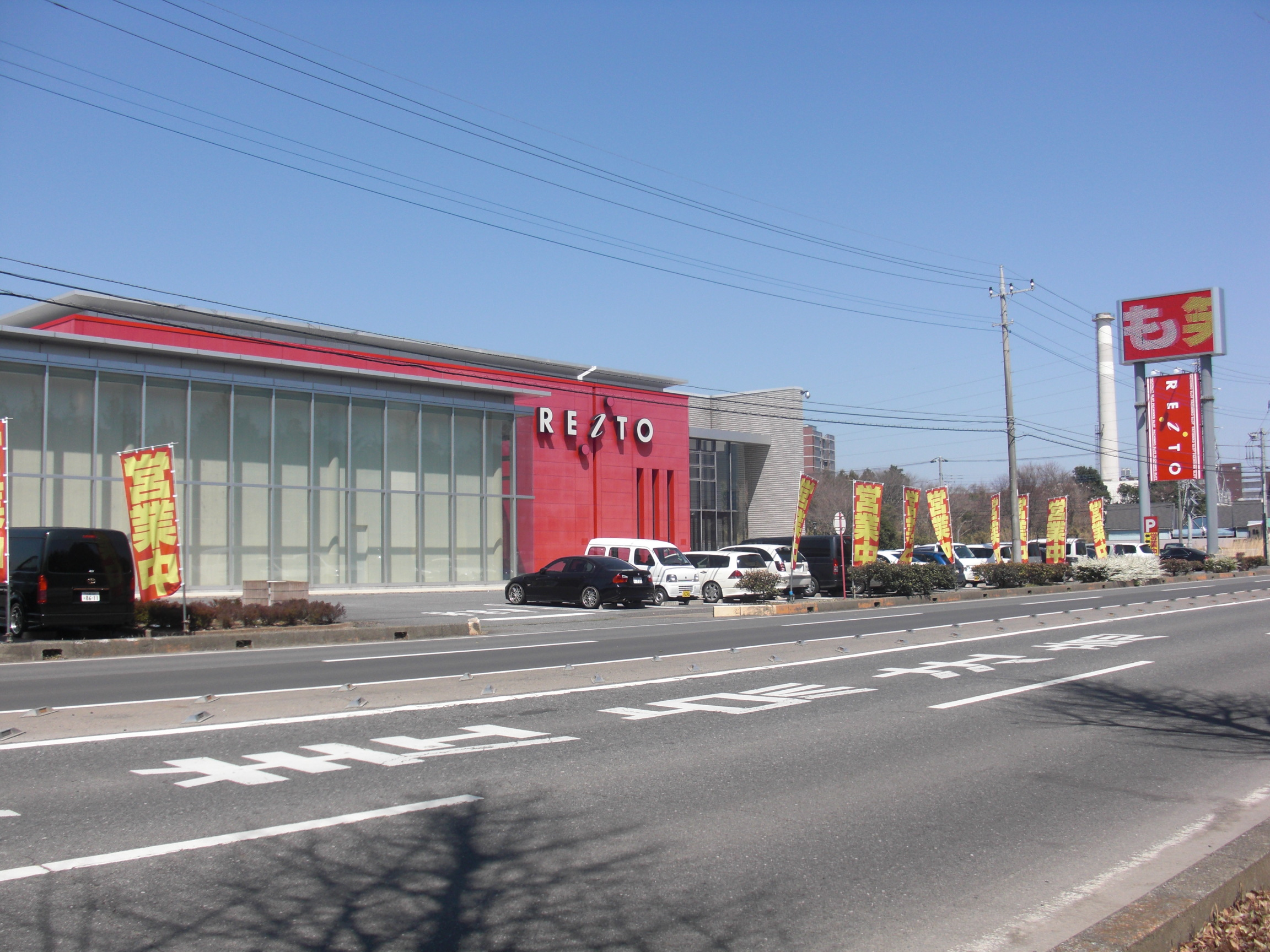
店舗の例（麗都平塚、つくば市要）

株式会社麗都商事（れいとしょうじ）は、茨城県つくば市に本社を置くパチンコホールのチェーン事業を行う企業。

## 概要
茨城県（11店舗）と東京都（1店舗）でパチンコ・パチスロホール「REITO」をチェーン展開している。

## 店舗
茨城県
- 麗都守谷
- 麗都荒川沖
- 麗都つくば
- 麗都平塚
- 麗都スロットステージ土浦
- 麗都鹿嶋
- 麗都神栖
- 麗都スロットステージ筑西
- グランド麗都
- 麗都水海道
- 麗都水戸南

東京都
- レイトギャップ平和島

## モータースポーツ
2012年から2017年までSUPER GTに参戦していたレーシングチーム・MOLAのスポンサー（2013年まではメインスポンサー）となっていた。

## 関連会社
- 株式会社ラチオ
- 株式会社ギャップ
- 有限会社麗都開発